# Pedro Javier Manzi Cruz
Pedro Manzi (Montevideo, 13 d'octubre de 1988) és un futbolista professional nascut a l'Uruguai que juga com a davanter al C.E. L'Hospitalet.
Format al futbol canari, va fitxar pel C.E. L'Hospitalet a l'estiu de 2017.